# 和泉潤
和泉 潤（いずみ じゅん、1985年2月15日 - ）は、日本のAV女優。C-more ENTERTAINMENT 所属。千葉県出身。

## 略歴・人物
2015年7月、アダルトビデオメーカー・溜池ゴローの専属女優としてデビューした熟女系AV女優。
趣味・特技はダーツ、スノーボード

## 出演作品

### アダルトDVD
2015年
- 初めての人妻さん結婚3年目 夫で感じれなかったオーガズムを知りたくてAVデビュー!!（7月13日、溜池ゴロー）
- 私、実は夫の上司に犯され続けてます…（8月13日、溜池ゴロー）
- 熱帯夜（9月13日、溜池ゴロー）
- 10発中出しするほど求め合う一泊二日の不倫旅行（10月13日、溜池ゴロー）
- 清楚妻が乱れる瞬間 結婚3年目、173cm長身の控えめ美人妻が21絶頂で見せた淫乱な本性（11月13日、セレブの友）
- 大胆なチラリズムで僕を挑発する人妻家庭教師 〜日頃の欲求不満を生徒にぶつける浮気妻〜（12月1日、ヴィーナス）
- 僕の知らない妻を見たくて… 20（12月19日、DOC）

2016年
- 友人の母親（1月7日、ヴィーナス）
- 上手すぎるフェラ 素人娘の驚きのフェラチオテクニック集めました。 VOL.11（2月5日、OFFICE K'S）
- 突然クンニされたのに…絶頂しちゃった女たち（2月5日、OFFICE K'S）
- 本気で何度もイキまくるディルドオナニー VOL.8（2月5日、OFFICE K'S）
- 誘惑見せつけまんぐりディルドオナニー 3（2月5日、虎堂）
- 人妻寸止め焦らし絶頂中出しエステ お願い…もうイカせて下さい…（2月15日、LOTUS）
- 人妻夜這い接吻 無抵抗なまま口唇を犯され、気が付けばカラダまで許してしまいました…（2月18日、ヒビノ）
- ダブルサンドウィッ痴女（2月19日、OFFICE K'S）
- お金のためなら… どこでも手コキしちゃうドスケベ娘（2月19日、虎堂）
- 友達同士でオマ●コおっぴろげ!（2月19日、虎堂）
- 若妻をスカートめくりしたらなんとド助平パンティ♥そのまま中出しナンパ!!（3月2日、ACE KILLER）
- 家庭訪問でお漏らししちゃったエロすぎパンスト女教師と黒スト着衣SEX（3月2日、ACE KILLER）
- 乳首がチラチラと見え隠れする胸元が隙だらけのフリマ女子は知らぬ間に男を誘惑して…（3月2日、ACE KILLER）
- ベロちゅう手コキをするうちに我慢できなくなった奥様たち♥（3月4日、グリグリ）
- 密着洗体エステに媚薬ローションを混ぜたら、デリヘル嬢が我慢できなくなって…本番成功♥（4月1日、ACE KILLER）
- フィットネスジム通いの美人妻ばかりを寝取る悪徳インストラクター盗撮 2（4月1日、変態紳士倶楽部）
- 快楽M性感美脚エステ 2016（4月5日、フリーダム）
- 鳥肌が立つほどに嫌いな義父のいいなり…（4月7日、桃太郎映像出版）
- 温泉宿のマッサージを頼んだ夫婦。 奥さんが先にマッサージを受けることになり、旦那が外出。次第にきわどい部分を攻める温泉宿のマッサージに困惑するが、欲求不満もあって次第に発情?! 旦那がいつ戻るか分からないが、もう後戻り出来ない… じらされ欲しがりイカされまくる人妻たちの温泉トリップッ!!（5月1日、LEO）
- 〜ほろ苦い青春の思い出〜 保健室のドS先生（5月5日、フリーダム）
- ドM女子アナ 恥ずかしい 失禁ロケ（5月7日、山と空）